# Норт-Касл (Нью-Йорк)
Норт-Касл (англ. North Castle) — місто (англ. town) в США, в окрузі Вестчестер штату Нью-Йорк. Населення — 12 408 осіб (2020).

## Демографія
Згідно з переписом 2010 року, у місті мешкала 11 841 особа в 3913 домогосподарствах у складі 3276 родин. Було 4135 помешкань
Расовий склад населення:
| - 89,8 % — білих - 5,0 % — азіатів - 1,6 % — чорних або афроамериканців - 0,1 % — корінних американців - 1,7 % — осіб інших рас |

До двох чи більше рас належало 1,8 %. Частка іспаномовних становила 7,7 % від усіх жителів.
За віковим діапазоном населення розподілялося таким чином: 29,7 % — особи молодші 18 років, 57,1 % — особи у віці 18—64 років, 13,2 % — особи у віці 65 років та старші. Медіана віку мешканця становила 42,0 року. На 100 осіб жіночої статі у місті припадало 98,2 чоловіків;  на 100 жінок у віці від 18 років та старших — 94,7 чоловіків також старших 18 років.
Середній дохід на одне домашнє господарство  становив 290 004 долари США (медіана — 180 859), а середній дохід на одну сім'ю — 318 087 доларів (медіана — 199 526). Медіана доходів становила 155 886 доларів для чоловіків та 69 375 доларів для жінок. За межею бідності перебувало 2,0 % осіб, у тому числі 1,5 % дітей у віці до 18 років та 1,9 % осіб у віці 65 років та старших.
Цивільне працевлаштоване населення становило 6187 осіб. Основні галузі зайнятості: освіта, охорона здоров'я та соціальна допомога — 23,8 %, науковці, спеціалісти, менеджери — 20,2 %, фінанси, страхування та нерухомість — 17,4 %.